# Rivaldo Medeiros
Rivaldo Medeiros da Nóbrega, simplesmente chamado de Rivaldo Medeiros (Patos, 2 de dezembro de 1931 - Recife, 28 de janeiro de 2013), foi um agropecuarista, médico e político brasileiro.

## Biografia
Nascido em Patos em 2 de dezembro de 1931, filho de Godofredo da Cunha Medeiros e Mariana de Medeiros Nóbrega, casou-se pela primeira vez com Geralda Freire de Medeiros - ex-prefeita de Patos, já falecida - com quem teve cinco filhos: Bertrand Freire Medeiros, Deanne Freire Medeiros, Denise Medeiros, Rivaldo Nóbrega Medeiros Filho e Rivana Freire Medeiros. Casou-se pela segunda vez com Girlene Torres de Medeiros. Foi médico, formado pela Escola Baiana de Medicina (EBM), em 1958; agropecuarista, proprietário dos Sítios Carro Quebrado, Cacimba de Baixo e Logradouro, hoje pertencentes ao município de São José de Espinharas; e chefe do posto médico do SAMDU, em Patos, em 1965.

### Vida pública
Foi deputado federal da Paraíba - eleito em 15 de novembro 1990, pelo PDS, com 39.473 votos (14.060 votos em Patos)  e prefeito de Patos eleito em 15 de novembro de 1982, tendo como vice-prefeito Virgílio Trindade Monteiro, que juntos obtiveram 11.651 votos (54,15%), contra José Carlos Candeia Pereira e seu vice João Palmeira de Araújo, que obtiveram 9.767 votos (45,39%); e Climídia Nunes Bezerra, vice João Marrocos Sucupira, que obtiveram 98 votos (0,46%); Ele governou a cidade de 31 de janeiro de 1983 até 1 de janeiro de 1989.
Sua gestão como prefeito foi marcada pelos seguintes feitos: reestruturação de grupos escolares e construção 30 salas de aulas; criação da Escola de Música da Filarmônica 26 de julho, originando a Banda 24 de outubro; construção de um ginásio de esportes que levar o seu próprio nome: O Rivaldão; construção de postos de saúde; criação creches; prioridade no saneamento básico e construção de calçamentos na periferia; edificação da Praça Frei Damião e nova iluminação do Estádio José Cavalcanti.